# Paul-Gabriel Le Preux
Paul-Gabriel Le Preux, né le 28 février 1739 à Paris ou il est mort le 19 mai 1816, était un médecin, écrivain et poète français.

## Biographie
Le Preux soutient une thèse sur la question « L'esprit animal jouit-il comme le sang d'un mouvement de circulation? » en 1764. Il est reçu docteur régent de la Faculté de médecine de Paris en 1766. 
En 1770 et 1771, il publie deux lettres dans lesquelles il prend la défense d'Antoine Petit contre Michel-Philippe Bouvart dans la Querelle sur les naissances tardives. 
En 1775 il prononce le discours de rentrée de la Faculté.

« L'orateur en parlant des avantages ou des inconvénients de l'âge avancé et de l'espérance que conçoit sa compagnie d'obtenir un jour, des bienfaits de Sa Majesté, un emplacement convenable à l'utilité de ses fonctions, a trouvé moyen d'insérer avec adresse l'éloge de presque tous les ministres, et celui d'un homme parvenu, sans place, à une considération que les grandes places ne donnent pas toujours, de M. de Voltaire. Il a parlé aussi de l'inoculation, et de l'exemple donné par la Faculté royale, en faveur de cette méthode. L'éloquence de ce discours, et la belle latinité de l'auteur, ont réuni les suffrages d'une assemblée nombreuse. »

Le Preux est désigné professeur à la Faculté de médecine de Paris en 1777-1778. Il prononce l'éloge du botaniste Bernard de Jussieu le 5 octobre 1778. Il présente l’ouvrage de son élève Clément Joseph Tissot à la Faculté.
Il est nommé premier médecin de l'armée de l'Intérieur en 1792 et membre du Conseil de santé militaire en 1794. En 1796, il dirige brièvement le Journal des Défenseurs de la patrie. Il collabore au Journal de médecine. Il a rédigé, avec Charles-Louis-François Andry, dix-neuf articles sur la médecine dans l'Encyclopédie d'Yverdon, dont Acrimonie dans les humeurs, Acrisie, Bradupepsie, Chartre et Chaudepisse. Le Preux et Andry ont également signé les articles Acrisie et Apoplexie du Supplément à l'Encyclopédie.
Le médecin Jean-Nicolas Corvisart lui dédie sa traduction des Aphorismes sur la connaissance et la curation des fièvres (Paris, 1797) de Boerhaave publiés par Maximilian Stoll.
Sous l’Empire, Le Preux fut médecin consultant de Napoléon et médecin en chef de l’Hôtel-Dieu. Il est fait chevalier de la Légion d'honneur le 14 mars 1806. Selon Achille Chéreau, « Lepreux s'est fait le chantre officiel de Napoléon le Grand et des hauts faits de son règne ». 

## Publications
- An spiritus animalio, ut et sanguis, motu gaudeat circulatorio ? (Paris, 1764)
- An convulsionibus recens natorum vomitoria ? (Paris, 1765)
- An sanitati noceat frequens exopuitio ? (Paris, 1765)
- An impeditis lacrimarum viis, parari debeat lacrimis artificiale iter in cavum quod. juxta majorem oculi canthum, inter superficiem internam palpebrae, et oculiglobum deprehenditur ? (Paris, 1766)
- Lettre de Monsieur Lepreux docteur-régent de la Faculté de médecine en l'université de Paris à Monsieur Bouvart docteur-régent de la Faculté de médecine de Paris (1770). Attribuée à Simon Bigex d'après la Correspondance littéraire. Lire en ligne
- Seconde lettre de Monsieur Lepreux docteur-régent à Monsieur Bouvart docteur-régent de la Faculté de médecine de Paris (Amsterdam, 1771). Lire en ligne
- Lettre d'un secrétaire pensionné à un correspondant de province, écrite le jour même de l'installation de la Société royale de médecine (1778)
- Lettre d'un amateur à un médecin de province aspirant à l'honneur d'être correspondant de la Société royale de médecine (1779)
- Lettre du Signor Miracoloso Fiorentino à M. Paulet, docteur vindebonien membre de la Société royale de médecine auteur de l'admirable et inimitable Gazette de santé (1779)
- Lassone, ou la séance de la Société royale de médecine, comédie en trois actes et en vers (1779). Attribué à A.-F.-Thomas Le Vacher de la Feutrie d'après de Manne et à Michel-Philippe Bouvart d'après le catalogue Soleinne.
- « Éloge de Monsieur Jussieu », Observations sur la physique, sur l'histoire naturelle et sur les arts, t.15 (janvier 1780), p.3-16. Lire en ligne
- Discours prononcé, le 14 juin 1793, l'an 2.e de la République, une et indivisible, dans l'église cathédrale et paroissiale de Soissons, au milieu des funérailles du citoyen Couillerot, médecin de l'hôpital militaire, par son confrère Lepreux, médecin en chef de l'armée de réserve, et du camp de Péronne ; en présence des corps civils et militaire de la ville, et soldats convalescents (Soissons, 1793)
- Liberté, égalité, fraternité. Soissons, 9 ventôse, 2e année de la république française, une et indivisible. Lepreux,... au citoyen Robespierre, représentant [au sujet d'un décret ordonnant que tous les officiers de santé employés à l'armée soient soumis à des examens] (1794). Lire en ligne
- À Monsieur Manuel, procureur de la Commune [au sujet du paiement de la patente. Du 14 mai 1792] (An 4 [1795])
- Discours prononcé, au nom des médecins de l'Hôtel-Dieu, à l'occasion de la pose de la première pierre du portique de cet hôpital, le 1er vendémiaire, an XII [24 septembre 1803] (Paris, 1803)
- [Discours et vers présentés par M. Le Preux au pape Pie VII lors de sa réception chez le cardinal Du Belloy, le 25 décembre 1804]
- Discours et vers présentés au Pape dans l'Hôtel-Dieu, par M. Le Preux... au nom des médecins de l'hôpital (12 janvier 1805)
- À Monsieur Pelletan, membre de l'Institut, chirurgien en chef de l'Hôtel-Dieu (15 brumaire an XIV [6 novembre 1805])
- Ensis Frederici Magni missus in domum imperialem militum Invalidorum a Napoleone Magno (Paris, 1806)
- Victori et pacificatori Napoleoni Magno (Paris, 1807)
- Discours prononcé, le 26 janvier, jour des obsèques de M. Le Clerc, professeur de médecine légale, médecin de l'hôpital Saint-Antoine, médecin de la Garde impériale de Sa Majesté l'Empereur et Roi, médecin ordinaire de Sa Majesté Impératrice et Reine (Paris, 1808)
- Dilectissimo ac doctissimo Parmentier,... qui de arte extrahendi saccharum ex uva, utilissimum scriptum nuperrime edidit (Paris, 1808)
- Collegae amantissimo Andry, medico consiliario imperatoris et regis, dum in lucem prodibat poema de tribus naturae regnis illustrissimi viri Delille, Instituti galliarum socii (Paris, 1808). Lire en ligne
- Napoleoni, galliarum imperatori et regi, ex hispaniis mox redituro, semper victori (1809)
- Magno Napoleoni, galliarum imperatori et Italiae regi, iterum atque in Austria victori per duos menses junium et julium 1809 (Paris, 1809)
- Dum, annuente et jubente magno Napoleone... politiae praefectus Dubois,... publici juris faciebat novam aream collocandis floribus idoneam, eques imperii Piis,... habuit orationem... [Carmen scribebat Lepreux, die 1a septembris 1809] (Paris, 1809)
- À Sa Majesté Marie-Louise d'Autriche, impératrice des Français, reine d'Italie (1810)
- Mariae-Ludovicae Austriacae, Galliarum imperatrici et Italiae reginae (1811)
- [Réponse de P.-G. Le Preux à une critique, signée : Caius, et parue dans le Mercure du mois de mai 1811, concernant l'emploi qu'il avait fait du mot « vectigal » dans un poème latin.]
- Memoriae Jacobi Delille (1813)
- Audit vota Deus, pièce de vers latins adressée à Napoléon et Marie-Louise (14 août 1813)

Les Mémoires secrets lui attribuent L'Art ïatrique (Amiens, 1776), également attribué à Louis-Henri Bourdelin.

## Sources
- Achille Chéreau, Le Parnasse médical français : ou dictionnaire des médecins-poètes de la France (Paris, 1874), p.324-325.
- Commentaires de la Faculté de Médecine de Paris, 1777 à 1786, t. 1, Paris, G. Steinheil, 1903, p. 147.
- Hermann Krüssel, Napoleo Latinitate vestitus: Napoleon Bonaparte in lateinischen Dichtungen vom Ende des 18. Jahrhunderts bis zum Beginn des 20. Jahrhunderts, t.2 : Von der Rheinreise und Kaiserkrönung bis zum Preußenfeldzug (1804-1806) (Hildesheim, 2015), p.329-335.